# 摩拉維亞河
49°40′18″N 18°21′25″E / 49.67167°N 18.35694°E

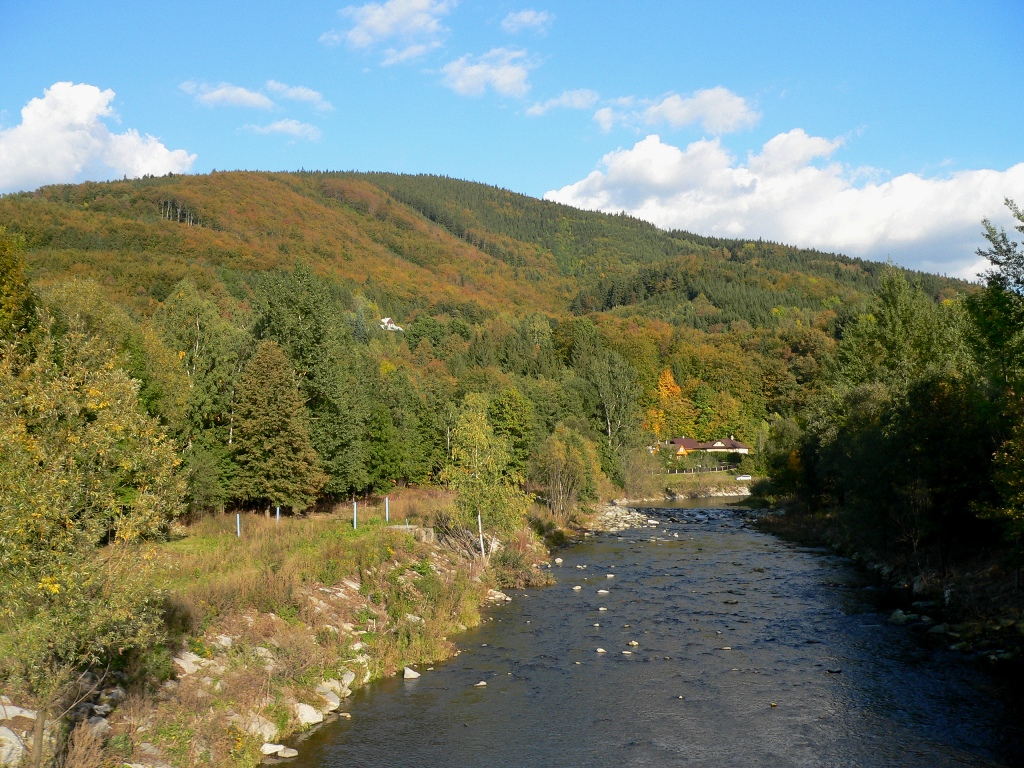

摩拉維亞河是捷克的河流，位於該國東部摩拉維亞-西里西亞州，为奧斯特拉維采河的右支流，河道全長30公里，流域面積149平方公里，河口在弗里代克-米斯泰克。